# Naturaliseret
 For alternative betydninger, se Naturalisation.
En indført eller nyindvandret art er naturaliseret, når den har etableret levedygtige populationer i én eller flere nicher i det nye område. Det springende punkt er ofte, om arten kan danne frugtbart afkom. Hvis det lykkes, er der dannet en pionerpopulation, som en overgang har en meget begrænset variation i genpuljen. På den ene side betyder denne "flaskehals"-periode, at arten er meget sårbar i det nye område, men på den anden side giver det mulighed for, at der kan opstå en ny art inden for ret kort tid.
Naturaliserede arter viser ofte en øget vitalitet, som gør dem konkurrencedygtige, så de kan fortrænge de lokale arter fra deres nicher.
Eksempler på naturaliserede arter:
- Hiv (naturaliseret hos mennesker efter overførelse fra menneskeaber)
- Fasan (naturaliseret efter udsætning i Middelalderen, fortrænger agerhøne)
- Brun rotte (naturaliseret efter skibstransport fra Indien, fortrænger sort rotte)
- Canadisk Bakkestjerne (naturaliseret efter brug af kemiske bekæmpelsesmidler, fortrænger hjemmehørende ruderatplanter)
- Glansbladet Hæg (naturaliseret efter anvendelse i læhegn, fortrænger hjemmehørende pionerplanter)
- Kinesisk uldhåndskrabbe (optrådte første gang i Danmark i 1927, stammer fra Østasien, er antagelig kommet med skibes ballastvand)